# Ängesträsket (Råneå socken, Norrbotten)
Ängesträsket är en sjö i Luleå kommun i Norrbotten och ingår i Råneälvens huvudavrinningsområde. Sjön har en area på 0,264 kvadratkilometer och ligger 27 meter över havet. Sjön avvattnas av vattendraget Bjurån.

## Delavrinningsområde
Ängesträsket ingår i det delavrinningsområde (734071-178904) som SMHI kallar för Inloppet i Yttre-Fällträsket. Medelhöjden är 79 meter över havet och ytan är 36,81 kvadratkilometer. Räknas de 9 avrinningsområdena uppströms in blir den ackumulerade arean 123,11 kvadratkilometer. Bjurån som avvattnar avrinningsområdet har biflödesordning 2, vilket innebär att vattnet flödar genom totalt 2 vattendrag innan det når havet efter 30 kilometer. Avrinningsområdet består mestadels av skog (78 procent). Avrinningsområdet har 0,56 kvadratkilometer vattenytor vilket ger det en sjöprocent på 1,5 procent.